# Рок, Эндрю
Эндрю Рок (англ. Andrew Rock; род. 23 января 1982, Маршфилд) — американский легкоатлет, специализирующийся на спринте, олимпийский чемпион 2004 года, чемпион мира.

## Биография
Рок родился в Маршфилде, штат Висконсин, и вырос в Стратфорде, штат Висконсин, где окончил среднюю школу в 2000 году. Его карьера в средней школе завершилась в 2000 году на чемпионате штата Висконсин, где он стал первым спортсменом в истории соревнований, выигравшим четыре индивидуальных титула на одном и том же чемпионате, выиграв 110 метров с барьерами, 300 метров с барьерами, 200 метров в рывке и прыжках в длину.